# Christoph Friedrich Otto
Christoph Friedrich Otto  (Schneeberg (Erzgebirge), 4 de dezembro de 1783 — Berlim, 7 de dezembro de 1856) foi um jardineiro e botânico alemão que se destacou como taxonomista.

## Biografia
Nasceu em Schneeberg, na Saxónia. Entre 1805 e 1843 foi jardineiro-chefe e inspector dos Reais Jardins Botânicos de Berlim (os Königlicher Botanischer Gartens, hoje o Kleistpark) de Berlin-Schöneberg, antecessor do actual Jardim Botânico de Berlim. Em colaboração com Albert Gottfried Dietrich (1795–1856), editou em Berlim o periódico Allgemeinen Gartenzeitung (Gazeta Geral dos Jardins) entre 1833 e o seu falecimento em 1856.
Como taxonomista, especializado na família das Cactaceae, descreveu múltiplas espécie, sendo a autoridade taxonómica de muitas espécies, com destaque para membros da família Cactaceae.
O seu filho, Eduard Otto (1812–1885), foi botânico e editor da Neuen Allgemeinen Garten- und Blumenzeitung, que após sete edições 1851 continuou como Hamburger Garten- und Blumenzeitung.
O género de plantas com flor Ottoa H.B.K., da família Apiaceae, foi-lhe dedicado por  Karl Sigismund Kunth (1788-1850). Também o género Ottonia Spreng., da família Piperaceae, o tem como epónimo.

## Obras
Entre outras, é autor das seguintes obras:
- Abbildung der fremden in Deutschland ausdauernden Holzarten, 1819–1830 (com Friedrich Guimpel e Friedrich Gottlob Hayne).
- Abbildungen auserlesener Gewächse des königlichen botanischen Gartens, 1820–1828 (com Heinrich Friedrich Link) - ilustrações de plantas do Real Jardim Botânico de Berlim.
- Abbildungen neuer und seltener Gewächse …, 1828–1831 (com Heinrich Friedrich Link) - ilustração de plantas raras e plantas recentemente descritas.
- Abbildung und Beschreibung blühender Cacteen, 1838–1850 (com Ludwig Karl Georg Pfeiffer) - ilustrações e descrições de cactos em flor (versão digital: 1.º Volume; 2.º volume ou 1.º volume e 2.º volume).
- Icones plantarum rariorum horti Regii Botanici Berolinensis, Veit und Co, Berlin, 1840–1844 (com Heinrich Friedrich Link e Johann Friedrich Klotzsch).[9] - ilustrações de plantas raras dos Jardims Reais de Berlim (versão digital: 1.º volume, 1841 e 2.º volume, 1844.